# Wilhelm Schnyder
Pour les articles homonymes, voir Schnyder.
Wilhelm Schnyder, né le 18 octobre 1943 à Steg (originaire du même lieu et de Gampel), est une personnalité politique suisse, membre du Parti chrétien-social du Haut-Valais (CSPO).
Il est successivement député au Grand Conseil valaisan, puis conseiller d'État valaisan.

## Biographie
Wilhelm Schnyder naît le 18 octobre 1943 à Steg, dans le canton du Valais. Il est originaire du même lieu et de Gampel, dans le district voisin de Loèche.
Il étudie au collège de l'Abbaye de St-Maurice où il croise le futur conseiller d'État Claude Roch et préside la société d'étudiants Agaunia. Après sa maturité, il effectue une licence en droit à l'Université de Berne. Il obtient ensuite le brevet de notaire en 1973 et celui d'avocat en 1974, ainsi qu'un certificat de l'Institut de hautes études en administration publique. Il ouvre ensuite son étude d'avocat-notaire, où il officie pendant vingt ans, de 1973 à 1993.
En parallèle, Schnyder collabore à plusieurs journaux comme rédacteur, et il est nommé en mai 1974 président de l'association des journalistes indépendants.
Après son retrait du Conseil d'État, il préside le conseil d'administration de l'université à distance Unidistance.
Il est marié et père de deux enfants, dont le futur directeur de la Banque cantonale du Valais Oliver Schnyder. Il pratique la chasse. Il réside à Steg. À l'armée, il a le grade de lieutenant-colonel, et a officié dans le service juridique de l'ancienne division territoriale 10.

## Parcours politique
Wilhelm Schnyder commence son engagement politique en 1968, lorsqu'il devient président de la section de Steg du parti chrétien social du Haut-Valais (CSPO), ce dernier étant appelé « les jaunes ». Il est durant ses études membre du comité central des jeunes démocrates-chrétiens,. Il rejoint en 1974 le comité du CSPO comme secrétaire, puis il en devient président de 1989 à 1993 ; il est également impliqué dans le parti chrétien-social suisse comme président. 
Schnyder est élu en 1976 au conseil communal (exécutif) de la commune de Steg. Il en devient vice-président en 1978, puis président jusqu'en 1993. 
En 1977, Schnyder est élu député au Grand Conseil valaisan, où il reste jusqu'en 1989. Il siège notamment dans la commission des finances. En 1988, il est élu président du Grand Conseil. Il est candidat au Conseil national en 1983, mais n'est pas élu. 
En 1993, son parti le lance au Conseil d'État pour succéder à Hans Wyer. Il est élu le 8 mars 1993 dès le premier tour et prend en charge le département des finances et de l'énergie. Il est réélu en 1997 et 2001, et préside le Conseil d'État en 1997 et 2002. Il annonce en 2004 ne pas se représenter à un quatrième mandat. 